# Сверхвосстановление
Сверхвосстановление или суперкомпенсация — теория о превышении исходного уровня в процессе восстановления после снижения, вызванного выполнением физической работы. Сложный характер генеза восстановительного периода, отражённый в гетерохронизме восстановления вегетативных функций и фазном колебании уровня восстановления работоспособности двигательной функции, имеет явно волнообразный характер.

## Фазы
Фазу повышенной работоспособности при выполнении повторной работы (жим штанги и подтягивания на перекладине) через разные интервалы времени после первой работы описал Б. С. Гиппенрейтер в 1953 году. По его данным наблюдается возникновение трёх основных фаз восстановления работоспособности после выполнения первой работы до утомления: первая фаза — фаза последовательного восстановления работоспособности (из состояния пониженной работоспособности); вторая фаза — повышенной работоспособности, которая может превысить исходный уровень на 20—23 %; третья фаза — фаза постепенного возвращения к исходному уровню работоспособности.
В восстановительном периоде после мышечной работы имеется своеобразная «экзальтационная фаза». С этим связано явление суперкомпенсации в биохимических процессах после мышечной работы. Если бы каждый раз после выполнения мышечной работы или физических упражнений человеческий организм только возвращался к исходному состоянию покоя с восстановлением его прежней работоспособности, исчезла бы возможность совершенствования организма путём физических упражнений и силовых тренировок.
Повторное выполнение мышечной работы: физических упражнений в течение ряда дней и месяцев, обусловливает суммацию этих следовых реакций в организме, что приводит к возникновению и нарастанию тренированности человека. В этих случаях суммация следовых реакций фиксируется уже не только в функциональных изменениях органов и тканей, но и в морфологических — структурных изменениях функциональных систем. То есть фиксируется уже в конструктивных изменениях организма.